# Ein Haus am Meer (1966)
Ein Haus am Meer ist ein deutscher Spielfilm des Regisseurs Klaus Lemke in Schwarzweiß aus dem Jahr 1966 mit Elke Haltaufderheide und Peter Wortmann. Das Drehbuch hatte der Regisseur selbst verfasst. Der Streifen hat lediglich eine Spieldauer von neun Minuten.

## Handlung
Per Anhalter lässt sich ein junges Mädchen von einem Mann im Wagen mitnehmen. Im Fond des Wagens kleidet sie sich um, dann lässt sie anhalten, um im Meer zu baden. Vor und in einem verwaisten Haus versucht der Mann, sich dem Mädchen zu nähern, das sich zwar provozierend benimmt, aber sich trotzdem den Annäherungen widersetzt. Der Mann kommt aus dem Haus und fährt weiter.

## Kritik
„Obwohl einwandfrei und technisch sauber gestaltet, ist der Film banal und überflüssig. […] Ein tieferer Sinn als das Nichtvorhandensein eines Sinns läßt sich beim besten Willen nicht konstatieren.“